# Rinaldo
Rinaldo (HWV 7a/7b) ist eine Oper (Opera seria) in drei Akten von Georg Friedrich Händel. Sie ist der Beginn seiner dreißig Jahre währenden Laufbahn als Opernkomponist in London.

## Erste Fassung – Entstehung
Rinaldo ist die erste Oper, die Händel in London schrieb. Zwar war der Komponist am 16. Juni 1710 zum Kapellmeister am Hofe von Hannover des Kurfürsten Georg Ludwig ernannt worden, doch schon im August 1710 reiste Händel über Düsseldorf nach London, wo er im November 1710 eintraf. Zu der Zeit hatte der Dramatiker Aaron Hill im Alter von 24 Jahren die Direktion des Queen’s Theatre am Haymarket übernommen. Zugleich war dem Theater das Monopol für Opernproduktionen zugesprochen worden.

## Libretto
In dieser Situation entstand das Libretto in zwei Schritten: Zunächst erstellte Aaron Hill ein englischsprachiges Szenarium, welches sich Torquato Tassos Epos La Gerusalemme Liberata (Das befreite Jerusalem) (1574) als Grundlage bediente. (Im vierten Gesang der Dichtung erzählte Tasso von der Liebe der sarazenischen Zauberin Armida zu dem Kreuzritter Rinaldo.) Auf der Grundlage dieser Skizze schrieb dann der Theaterdichter Giacomo Rossi in Windeseile ein Textbuch auf Italienisch, welches eines der wenigen originalen Opernlibretti blieb, die Händel vertonte. Im Vorwort des Textbuches berichtete Rossi von seiner Zusammenarbeit mit dem Komponisten:

“[…] signor Hendel, Orfeo del nostro secolo, nel porla in musica, a pena mi diede tempo di scrivere, e viddi, con mio grande stupore, in due sole settimane armonizata da quell’ingegno sublime, al maggior grado di perfezzione un opera intiera.”

„[…] Herr Händel, der Orpheus unserer Zeit, gab mir, während er die Noten schrieb, kaum Muße, die Worte zu Papier zu bringen und zu meiner größten Verwunderung sah ich eine ganze Oper durch dieses erstaunliche Genie in nur zwei Wochen in Musik gesetzt, und dies in größter Vollkommenheit.“

Rossi wusste vielleicht nicht, dass Händel etwa fünfzehn Nummern – vollständig oder teilweise – aus den Partituren früherer Werke übernahm, insbesondere aus Agrippina, Almira und La Resurrezione. Dazu zählen die instrumentale Sarabande der Oper Almira: hier die berühmte Arie Lascia ch’io pianga (Nr. 22), die nun im zweiten Akt von Almirena gesungen wird. Für die Komposition brauchte Händel durch die Zeitersparnis des Parodieverfahrens nur etwa 14 Tage in der Zeit von Dezember 1710 bis Januar 1711. Die Uraufführung fand am 24. Februar 1711 im Queen’s Theatre statt.
Besetzung der Uraufführung:
- Goffredo – Francesca Maria Vanini-Boschi (Alt)
- Almirena – Isabella Girardeau (Sopran)
- Rinaldo – Nicolo Grimaldi, genannt „Nicolini“ (Soprankastrat)
- Eustazio – Valentino Urbani, genannt „Valentini“ (Altkastrat)
- Argante – Giuseppe Maria Boschi (Bass)
- Armida – Elisabetta Pilotti-Schiavonetti (Sopran)
- Mago – Giuseppe Cassani (Altkastrat)
- Eine Frau – unbekannt
- Zwei Sirenen – unbekannt
- Ein Herold – Mr. Lawrence (Tenor)

Die Aufführungen fanden infolge der glänzenden Bühnenausstattung, mit lebenden Sperlingen, feuerspeienden Drachen und Flugmaschinen, beim Londoner Publikum und der Presse außerordentliches Interesse. In der Saison 1711 erreichte die Oper 15 Aufführungen und wurde in mehreren Spielzeiten (1712, 1713, 1714, 1717) – zuletzt mit kleineren Bearbeitungen und einzelnen Änderungen der Stimmlagen – wieder aufgenommen. Rinaldo kam noch 1711 nach Dublin und erstmals am 27. November 1715 nach Hamburg, wo sie 1720/21, 1723/24, 1727 und 1730 wiederholt wurde. Barthold Feind hatte die Rezitative und die meisten Gesänge ins Deutsche übertragen. Es war dessen letzte Arbeit für die Bühne. Am 1. Oktober 1718 führte Leonardo Leo das Werk anlässlich des Geburtstages von König Karl VI. auch im königlichen Palast in Neapel auf. Für diese Inszenierung schrieb Leo einen allegorischen Prolog und fügte komische Szenen und mehrere Sätze aus eigenen Werken in die Partitur ein. Im selben Jahr war das Stück auch in Mailand zu hören. Zu Händels Lebzeiten erreichte die Oper die Zahl von insgesamt 53 Aufführungen.
Nach fast zweihundert Jahren Pause fand die erste Wiederaufführung des Stückes im 20. Jahrhundert am 18. Juni 1923 als Produktion des Staatlichen Konservatoriums Prag im Theater in den Weinbergen statt: Es wurden von den Studenten des Konservatoriums größere Ausschnitte aus allen drei Akten in tschechischer Sprache gegeben.
Die erste professionelle Produktion konnte man dann am 16. Juni 1954 in Händels Geburtsstadt Halle im dortigen Stadttheater unter der Leitung von Horst-Tanu Margraf erleben.
Die erste Aufführung des Stückes in historischer Aufführungspraxis und Originalsprache (konzertant) sah man schon im Jahre 1977 in der „Abbaye aux Dames“ in Saintes (Frankreich) im Rahmen der Schallplattenproduktion mit La Grande Écurie et la Chambre du Roy unter der Leitung von Jean-Claude Malgoire.
Dreihundert Jahre nach der Uraufführung hatte die Oper Rinaldo im Opernhaus Kiel im Herbst 2010 eine Premiere, die mit den aktuellen Diskussionen zwischen Gläubigen aus den beiden Religionen Christentum und Islam begründet wird. In der Regie von Thomas Enzinger bleibt dabei der Blick auf den nicht lösbaren Konflikt säkular und satirisch.

## Zweite Fassung – Entstehung

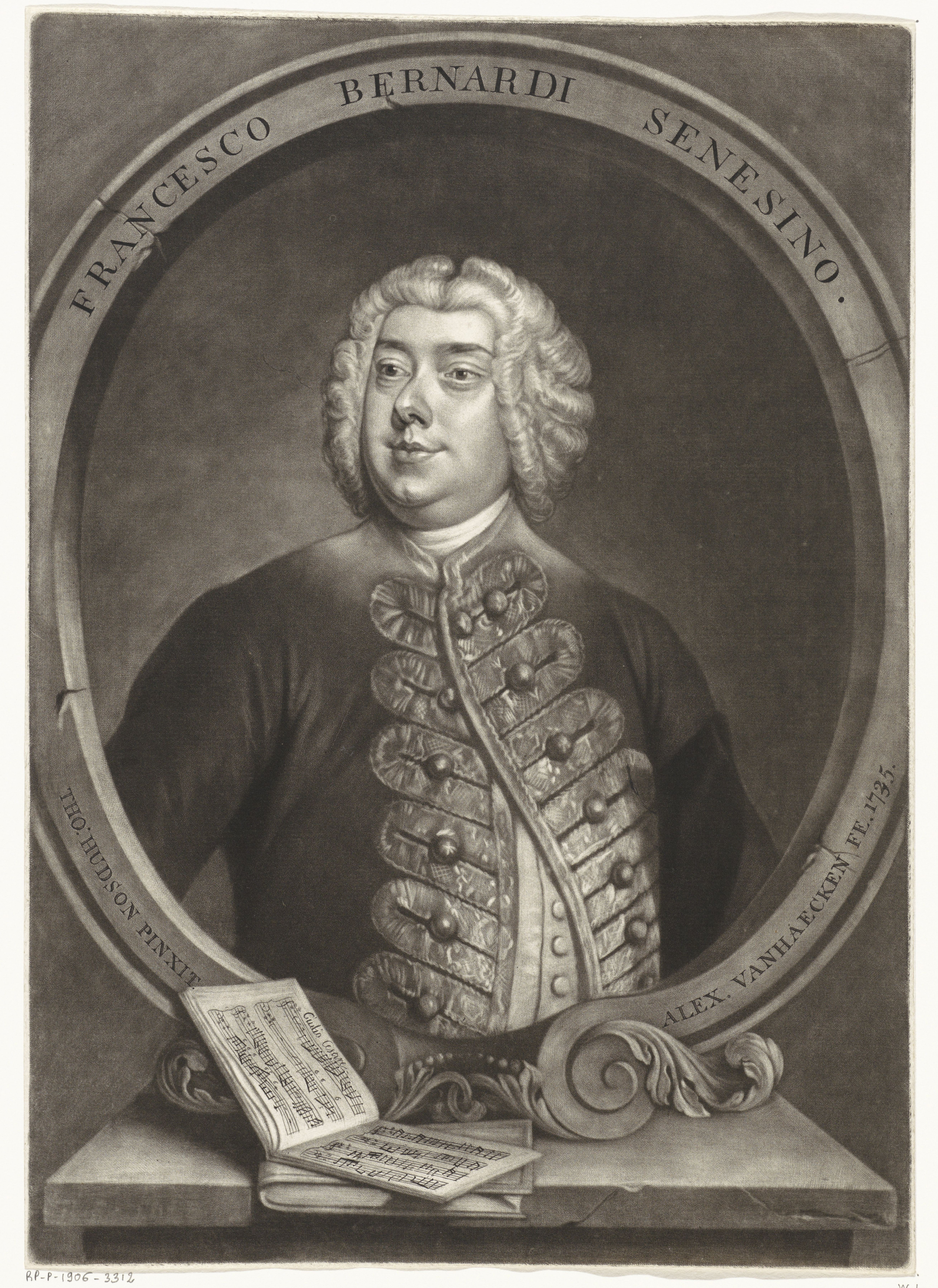
Senesino übernahm die Titelpartie 1731.

Nach einigen Änderungen an der Erstfassung in den Aufführungen nach der Premiere (besonders 1717), die in erster Linie eine Anpassung für die zur Verfügung stehenden Sänger waren, erstellte Händel für die veränderten Bedingungen der zweiten Opernakademie 1731 eine stark überarbeitete neue Fassung des Rinaldo, die im Werke-Verzeichnis als HWV 7b verzeichnet ist. Neben mehreren Wechseln der Stimmlagen und der Streichung einer ganzen Partie (Eustazio) wurde das Werk auch dramaturgisch verändert. Das Textbuch wurde von Giacomo Rossi nochmals überarbeitet und mit vielen Ergänzungen versehen. Händel fügte auch eine Reihe von Gesängen hinzu, die zum Teil aus den Opern Lotario, Partenope und Admeto entlehnt, zum Teil aber auch neu komponiert wurden. Die in der ersten Fassung durch Joseph Addison und Richard Steele in deren Zeitschrift „The Spectator“ vom 6. März 1711 bereits heftig kritisierten spektakulären Maschineneffekte wurden gestrichen und die Lösung des Schlusses wurde glaubhafter gemacht.
Die zweite Fassung kam erstmals am 6. April 1731 am King’s Theatre (seit der Thronfolge 1714 der neue Name des bisherigen Queen’s Theatre) auf die Bühne und hatte sechs Aufführungen.
Besetzung der Premiere der zweiten Fassung:
- Goffredo – Annibale Pio Fabri, genannt „Balino“ (Tenor)
- Almirena – Anna Maria Strada del Pò (Sopran)
- Rinaldo – Francesco Bernardi, genannt „Senesino“ (Altkastrat)
- Argante – Francesca Bertolli (Alt)
- Armida – Antonia Margherita Merighi (Alt)
- Mago – Giovanni Giuseppe Commano (Bass)
- Eine Frau – unbekannt
- Zwei Sirenen – unbekannt
- Ein Herold – unbekannt

## Handlung (Erstfassung)

### Historischer und literarischer Hintergrund
Tasso arbeitete über 15 Jahre an seinem Hauptwerk, dem Epos La Gerusalemme Liberata, welches er im April 1574 vollendete und dann 1580/81 nach anfänglichen Zweifeln doch veröffentlichte. Neben den historischen Tatsachen, wie dem Ersten Kreuzzug mit der Belagerung Jerusalems und dem Fall der Heiligen Stadt am Nachmittag des 15. Juli 1099 unter der Führung von Gottfried von Bouillon enthält dieses Buch eine Fülle an erfundenen, vor märchenhafter Phantasie sprühenden Episoden.
So erscheint die sarazenische Zauberin Armida im Lager der Christen und fragt nach deren Ziel; ihre Reden führen zu einem Streit unter den christlichen Rittern. Ein Teil der Ritter verlässt das Lager mit ihr und wird kurz darauf von der Zauberin in Tiere verwandelt. Armida versucht danach den berühmten christlichen Kreuzritter Rinaldo zu töten, aber sie verliebt sich in ihn und nimmt ihn mit auf eine magische Insel. Zwei christliche Ritter suchen Rinaldo und entdecken die magische Festung der Zauberin. Es gelingt ihnen, zu Rinaldo vorzudringen, und sie geben ihm einen Spiegel aus Diamanten. Als Rinaldo in den Spiegel schaut, erkennt er die um ihn verzauberte Welt und verlässt die Zauberinsel, um vor Jerusalem weiter zu kämpfen. Armida bleibt mit gebrochenem Herzen zurück. Sie versucht, Selbstmord zu begehen, aber rechtzeitig findet Rinaldo sie und verhindert dies. Er überredet sie, zum Christentum überzutreten.
Damit ist Tassos zentrales Anliegen umschrieben – der Sieg des Christentums über die Ungläubigen –, welches auch in weiteren Episoden des Epos (die nicht Inhalt dieser Oper sind) zum Tragen kommt, wenn etwa die muslimische Kriegerin Clorinda während eines Kampfes durch den Kreuzritter Tankred unwissentlich tödlich verwundet wird. Dieser verliebt sich in sie, und bevor Clorinda stirbt, konvertiert sie zum Christentum und wird von Tankred getauft.
Derartige Themen wären bis dahin auf der Opernbühne als blasphemisch gebrandmarkt und nicht akzeptiert worden. Doch Aaron Hill war gerade daran besonders gelegen, dieses christliche Element in der Üppigkeit des Stoffes besonders hervorzuheben. So hat seine letzte Szene der Oper gerade die Bekehrung Armidas und Argantes zum Inhalt.
Hill kombinierte in Rinaldo Episoden aus den Gesängen 4, 5, 10, 14 und 16–20 des Tasso'schen Epos. Während die Gestalt der Almirena seine Erfindung ist, taucht der tscherkessische Held und Feind der Kreuzritter Argante an einer ganz anderen Stelle des Epos auf. In der Oper ist er der (noch) herrschende König von Jerusalem.

### Erster Akt

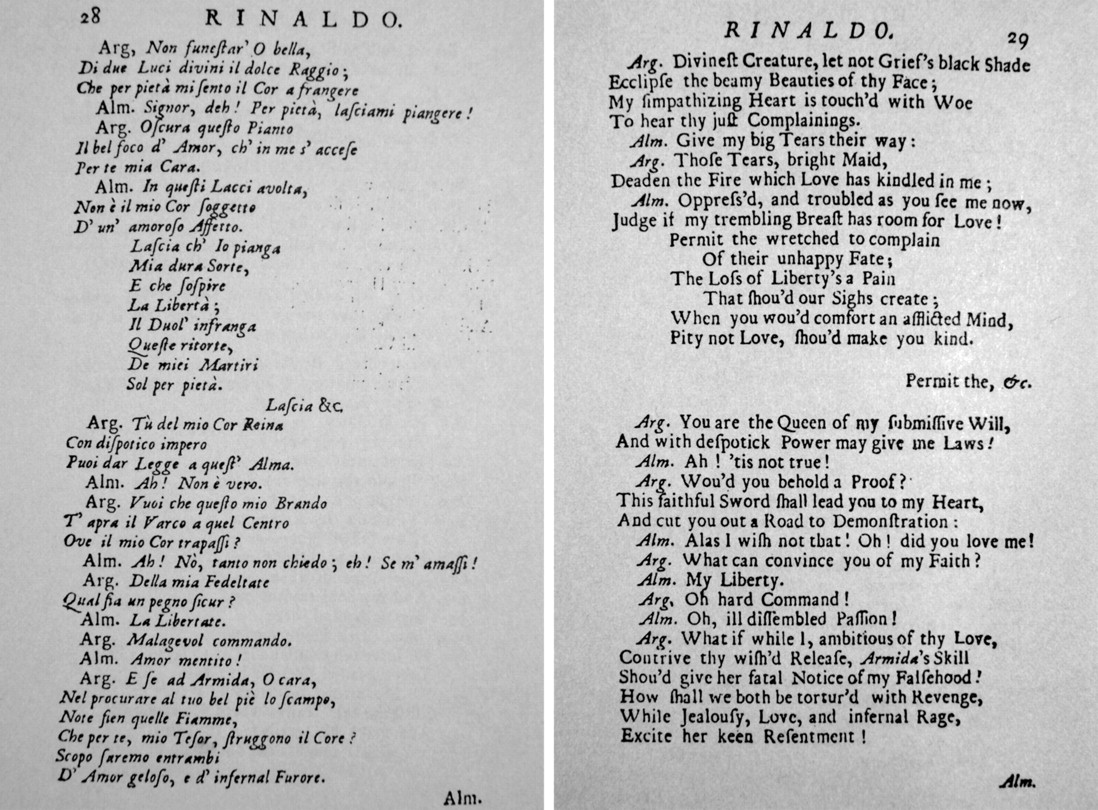
Auszug aus dem Libretto von 1711; links der italienische Text, rechts die englische Übersetzung

Die christlichen Armeen unter Goffredo (Gottfried von Bouillon) belagern die Stadt Jerusalem, die von ihrem sarazenischen König Argante verteidigt wird. Bei Gottfried sind sein Bruder Eustazio und seine Tochter Almirena, die den christlichen Ritter Rinaldo liebt und auch von ihm wiedergeliebt wird. Argantes Verbündete und Geliebte ist Armida, die Königin von Damaskus, die eine Zauberin von hohem Können ist.
Im christlichen Lager antizipiert Goffredo schon den Ruhm, den die unmittelbar bevorstehende Einnahme Jerusalems bringen wird, und bekräftigt Rinaldo gegenüber, dass er Almirena heiraten könne, wenn die Christen siegreich seien. Almirena ermutigt Rinaldo, sich auf den Feldzug zu konzentrieren und alle Liebesgedanken so lange zu vergessen, doch er beklagt, dass seine Liebe noch warten muss.
Ein Herold kündigt die Ankunft Argantes an, der, wie Eustazio richtig vermutet, aus Angst vor der Niederlage kommt und um einen dreitägigen Waffenstillstand bittet, den Goffredo auch gewährt. Wieder allein, sehnt sich Argante nach Armida, die in einem von Drachen gezogenen Wagen vom Himmel herabsteigt. Sie berichtet ihm, dass ihre Zauberkünste sie dazu befähigt haben zu sehen, dass ihre einzige Hoffnung auf Sieg darin liege, den christlichen Truppen Rinaldos Unterstützung zu entziehen – eine Aufgabe, der sie selbst sich annehmen werde.
In einem schönen Garten mit zwitschernden Vögeln drehen sich Almirenas Gedanken um ihre Liebe. Sie und Rinaldo tauschen Zärtlichkeiten aus, bis Armida plötzlich Almirena unter einer Wolke, die von feuerspeienden Monstern produziert wird, entführt und einen verzweifelten Rinaldo zurücklässt. Er erzählt Goffredo und Eustazio, was geschehen ist, und Eustazio schlägt vor, bei einem christlichen Zauberer Hilfe zu suchen. Rinaldo fühlt sich ermutigt und bittet den Himmel und die Winde, ihn bei seinem Rachefeldzug zu unterstützen.

### Zweiter Akt
Eustazio, Rinaldo und Goffredo treffen am Ufer in der Nähe der Höhle des Zauberers ein. Ein Geist in Gestalt einer schönen Frau, die vorgibt, von Almirena gesandt zu sein, versucht, Rinaldo in ihr Boot zu locken, während zwei Sirenen von den Freuden der Liebe singen. Rinaldos Gefährten, die eine Falle vermuten, versuchen ihn zurückzuhalten, doch er weist ihren Rat zurück, macht sich frei, steigt in das Boot und segelt davon. Eustazio ist über Rinaldos scheinbare Flucht überrascht, Goffredo macht sich Mut zum Kampf, obwohl er jetzt sowohl Almirena als auch Rinaldo verloren hat.
In einem schönen Garten in Armidas verzaubertem Palast beklagt Almirena ihre Gefangenschaft. Argante erklärt Almirena seine Liebe; sie fordert von ihm, das zu beweisen, indem er sie freilasse. Als sie weiter klagt, wird Argantes Widerstand schwächer, und er verspricht schließlich ihr zu helfen.
Armida frohlockt inzwischen darüber, dass sie Rinaldo gefangen nehmen konnte. Doch als er zu ihr gebracht wird, ist sie von seinem Stolz gefesselt und erklärt ihm ihre Liebe, um jedoch nur verächtlich zurückgewiesen zu werden. Sie versucht nun, ihn zu verführen, indem sie die Gestalt Almirenas annimmt, doch nach anfänglicher Verwirrung vermutet Rinaldo rasch den Betrug. Er geht weg und Armida ist hin- und hergerissen zwischen wütender Rache über die Zurückweisung und einer Liebe, die sie unfähig zur Rache macht. Armida hofft immer noch, Rinaldo zu täuschen, und nimmt wieder die Gestalt Almirenas an, doch nun nähert sich Argante. Im Gegensatz zu Rinaldo durchschaut er die Täuschung nicht und macht „Almirena“ erneut Avancen – sehr zu Armidas Ärger. Sie beschuldigt ihn des Verrats, und er gesteht, Almirena zu lieben, und erklärt sich bereit, ohne Armidas Hilfe in den Kampf zu ziehen. Armida schwört Argante Rache.

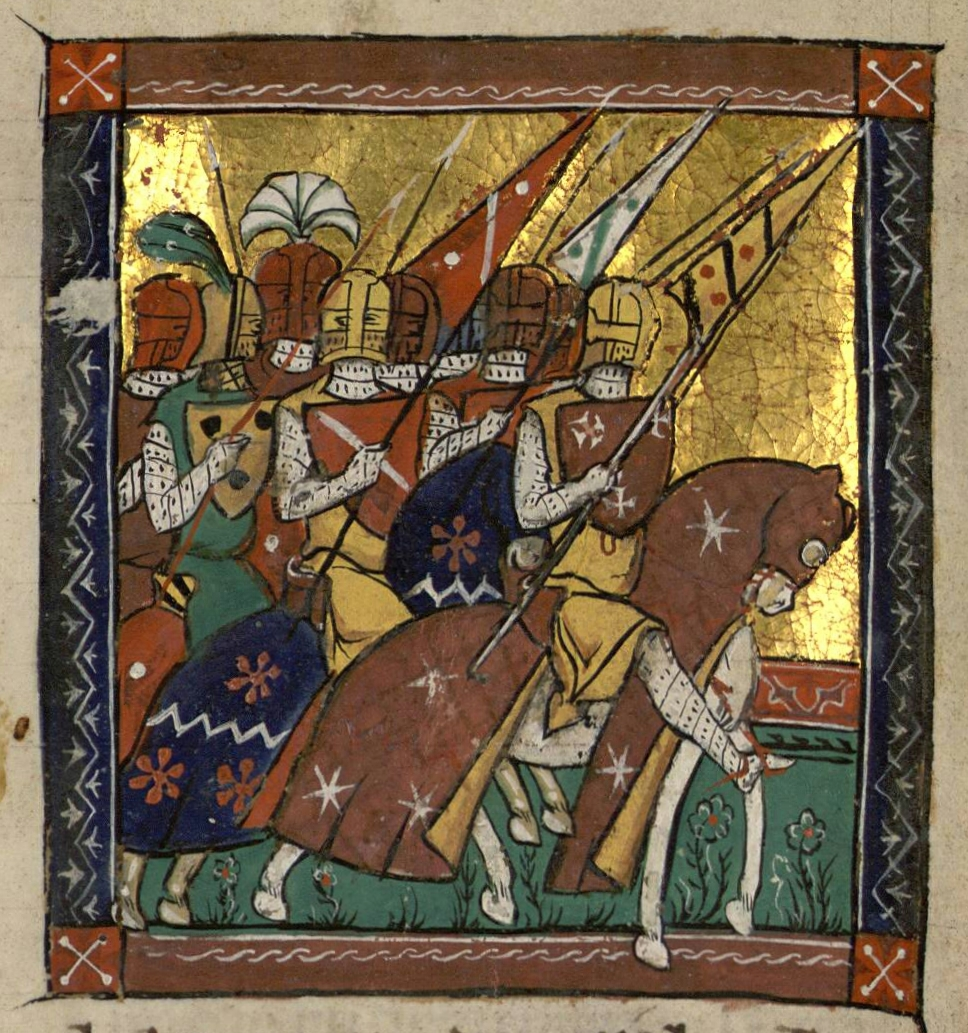
Gottfried von Bouillon führt den Ersten Kreuzzug an.
Miniatur aus dem 13. Jahrhundert

### Dritter Akt
Eustazio und Goffredo erreichen die Höhle des Zauberers, die am Fuße des Berges liegt, auf dessen Gipfel sich Armidas von Monstern bewachter Palast befindet. Der Zauberer teilt Eustazio und Goffredo mit, dass sich Rinaldo und Almirena im Palast aufhalten, und so ziehen sie sofort mit ihren Truppen den Berg hinauf. Alle Warnungen, dass sie nur in den Palast gelangen, wenn sie die infernalische Macht Armidas mit gleichen Mitteln parieren können, schlagen sie in den Wind. Schreckliche Monster treiben sie zurück, und der ganze Berg ist in Rauch und Flammen gehüllt.
Der Zauberer stattet nun Eustazio und Goffredo mit Zauberstäben aus, mit deren Hilfe sie Armidas Zauber brechen können, und ermutigt sie, einen erneuten Angriff auf den Palast zu versuchen. Mit ihren Zauberstäben können sie die Monster besiegen. Als die Brüder die Tore des Palasts berühren, verschwinden sowohl Berg als auch Palast, und sie selbst finden sich an einem Felsen über dem schäumenden Meer wieder. Sie erklimmen den Felsen, und man verliert sie aus dem Blick. Der Eremit singt, um ihnen Mut zu machen, bis sie ihren Sieg errungen haben, dann verschwindet er in seiner Höhle.
Inzwischen ist Armida im Garten ihres Palastes kurz davor, Almirena zu töten, um sich für Rinaldos Gleichgültigkeit zu rächen. Er zückt sein Schwert, doch aus dem Boden erscheinen plötzlich Geister, um Armida zu verteidigen. Sie ruft die Furien herbei, damit sie sie beschützen, als Goffredo und Eustazio herankommen. Doch als sie den Garten mit ihren Zauberstäben berühren, verschwindet er, und man sieht eine weite Ebene und Jerusalem in der Ferne. Armida versucht erneut, Almirena zu erstechen, doch sie verschwindet, als Rinaldo sie mit seinem Schwert schlägt. Goffredo, Eustazio, Almirena und Rinaldo jubeln darüber, dass sie wieder vereint sind. Die Helden beschließen ihren Angriff auf Jerusalem am nächsten Morgen zu beginnen und Goffredo fordert Rinaldo auf, die Zeit, die er mit Liebeserklärungen verbracht hat, jetzt durch ehrenvolle Taten auf dem Schlachtfeld wieder wettzumachen. Rinaldo denkt darüber nach, dass Liebe und das Verlangen nach ruhmreichen Taten ihn anspornen, sich auszuzeichnen.
Die Sarazenen bereiten sich auch für die Schlacht vor. Argante feuert seine Generäle an, Jerusalem mutig zu verteidigen. Den gemeinsamen Feind vor Augen, versöhnt er sich mit Armida, und sie mustern ihre Truppen.
Im christlichen Lager freut sich Almirena schon darauf, endlich mit ihrem Liebsten vereint zu sein. Als die Feinde heranrücken, vertraut Goffredo sie und das Lager Eustazios Schutz an. Goffredo und Rinaldo inspizieren ihre Truppen und planen ihre Kampfstrategie. Goffredo soll die Hauptarmee anführen, während Rinaldo von der Flanke her angreifen soll. Rinaldo freut sich schon auf den Sieg in der Schlacht und die Erfüllung seiner Liebe zu Almirena. Argante und Goffredo befehligen und ermutigen ihre Truppen, und schließlich beginnt der Kampf. Zeitweise scheint der Ausgang ungewiss, doch als Rinaldo, dem es schon gelang, Jerusalem einzunehmen, seinen Flankenangriff macht, werden die Sarazenen in die Flucht geschlagen. Argante wird von Rinaldo gefangen genommen, Armida von Eustazio. Rinaldo und Almirena sind endlich vereint, Armida und Argante bekennen sich zum Christentum und Goffredo lässt sie wieder frei. Alle erklären die Tugend als höchsten Wert.

## Musik
In beiden Fassungen umfasst die Oper eine französische Ouvertüre und weitere 39 Nummern. 1711 teilen sich diese Nummern wie folgt auf: 29 Arien und drei Duette, fünf Instrumentalstücke, ein Accompagnato-Rezitativ und der Schlusschor.
In der zweiten Fassung sind nun einzelne Stimmlagen der Protagonisten geändert: Rinaldo wird von einem Mezzosopran (vorher Sopran), Armida von einem Alt (vorher Sopran), Goffredo von einem Tenor (vorher Mezzosopran) und Mago von einem Bass (vorher Alt) gesungen. Verändert ist vor allem der Schluss der Oper, der nicht nur quantitativ durch drei Arien (Rinaldo, Armida, Almirena), sondern auch durch eine Sinfonia erweitert ist. Inhaltlich ist der entscheidende Unterschied, dass das kriegerische Ende gegen ein magisches getauscht wird. Dieser „Verlängerung“ liegt eine Veränderung der Apotheose zugrunde. In der ersten Fassung fällt eine Vorentscheidung zwar im Zauberreich, die endgültige Entscheidung erfolgt jedoch durch Kampf, den Sieg der christlichen Armee und den Übertritt von Argante und Armida zum Christentum. In der Fassung von 1731 bekehrt sich das Paar nicht zum Christentum, sondern erreicht eine Lösung mit Magie.
Zum großen Erfolg der Oper hat vor allem die Arie der Almirena Lascia ch’io pianga mia cruda sorte („Lass mich beweinen mein grausames Schicksal“) beigetragen. Dieses musikalische Material hatte Händel zuvor schon in Hamburg für seine erste Oper Almira (1705), hier eine rein instrumentale Sarabande, und in der Sopran-Arie Lascia la spina seines römischen Oratoriums Il trionfo del Tempo e del Disinganno (1707) verwendet.
Die Singstimme entfaltet in ihrer Schlichtheit eine anrührende Melodie. Die Arie wird von einem ruhig schreitenden, akkordischen Streichersatz begleitet.
Ein weiteres berühmtes Stück ist die Schlussarie des zweiten Aktes, Armidas Vo’ far guerra, e vincer voglio (Nr. 28), bei der Händel das Publikum durch „… the lightness and elasticity of his fingers …“ („… die Leichtigkeit und Behändigkeit seiner Finger …“) in improvisierten Zwischensoli auf dem Cembalo in Begeisterung versetzte.
In der Spanne zwischen der sanften Arie Cara sposa, amante cara (Nr. 14), „… which the author would frequently say was one of the best he ever made“ („… von welcher der Komponist häufig zu sagen pflegte, es sei eine der besten, die er je geschrieben“), und der Bravourarie Venti, turbini, prestate (Nr. 17) zielten die Arien des Rinaldo darauf ab, alle stimmlichen Möglichkeiten des Kastraten Nicolini zur Geltung zu bringen.

## Struktur der Oper

### 1. Fassung (1711)
Ouverture – Gigue. (BlFl, 2 Ob, Str, BC)

#### Erster Akt
| Scena I    | Recitativo. Goffredo Delle nostre fatiche                                                   |
|            | 1. Aria. Goffredo (2 Ob, 2 Vl, BC) Sovra balze scoscesi pungenti                            |
|            | Recitativo. Rinaldo, Goffredo, Almirena Signor, già dal tuo senno                           |
|            | 2. Aria. Almirena (2 Ob, Str, BC) Combatti da forte, che fermo il mio sen                   |
|            | Recitativo. Eustazio, Rinaldo Questi saggi consigli                                         |
|            | 3. Aria. Rinaldo (2 Vl, BC) Ogni indugio d’un amante è una pena                             |
| Scena II   | Recitativo. Araldo, Goffredo, Eustazio Signor, che delle stelle                             |
|            | 4. Aria. Eustazio (BC) Sulla ruota di fortuna va girando la speranza                        |
| Scena III  | 5. Aria. Argante (3 Trp, Pk, Ob, Str, BC) Sibilar gli angui d’Aletto                        |
|            | Recitativo. Argante, Goffredo Goffredo, se t’arrise                                         |
|            | 6. Aria. Goffredo (2 Ob, Str, BC) No, no, che quest’alma scontenti non dà                   |
| Scena IV   | Recitativo. Argante Infra dubii di Marte                                                    |
|            | 7. Aria. Argante (2 Vl, BC) Vieni, o cara a consolarmi                                      |
| Scena V    | 8. Aria. Armida (Str, BC) Furie terribili! seguitate mi                                     |
|            | 9. Recitativo accompagnato. Argante, Armida (Str, BC) Come a tempo giungesti                |
|            | 10. Aria. Armida (2 Ob, Str, BC) Molto voglio, molto spero, mulla devo dubitar              |
| Scena VI   | 11. Aria. Almirena (3 BlFl, Str, BC) Augeletti, che cantata, zefiretti                      |
|            | Recitativo. Almirena, Rinaldo Adorato mio sposo                                             |
|            | 12. Duetto. Almirena, Rinaldo (2 Ob, 2 Vl, BC) Scherzano sul tuo volto le grazie vezzosette |
| Scena VII  | Recitativo. Armida, Almirena, Rinaldo Al valor del mio brando                               |
|            | 13. Prelude. (2 Ob, Str, BC)                                                                |
|            | 14. Aria. Rinaldo (Str, BC) Cara sposa, amante cara, dove sei?                              |
| Scena VIII | Recitativo. Goffredo, Eustazio, Rinaldo Ch’insolito stupore                                 |
|            | 15. Aria. Rinaldo (BC) Cor ingrato, ti rammembri                                            |
|            | Recitativo. Rinaldo, Goffredo, Eustazio Io all’ora impugno il brando                        |
|            | 16. Aria. Eustazio (2 Ob, Str, BC) Col valor, colla virtù                                   |
| Scena IX   | Recitativo. Rinaldo Di speranza un bel raggio                                               |
|            | 17. Aria. Rinaldo (Vl solo, Fg solo, 2 Ob, Str, BC) Venti, turbini, prestate                |

#### Zweiter Akt
| Scena I    | 18. Aria. Eustazio (2 Ob, 2 Vl, BC) Siam prossimi al porto                 |
| Scena II   | Recitativo. Rinaldo, Goffredo, Eustazio A quel sasso bramato               |
| Scena III  | Recitativo. Donna Per raccor d'Almirena                                    |
|            | 19. Aria. Sirene (Str, BC) Il vostro maggio de’ bei verdi anni             |
|            | Recitativo. Rinaldo, Goffredo, Eustazio Qual incognita forza               |
|            | 20. Aria. Rinaldo (Str, BC) Il Tricerbero humiliato al mio brando renderò  |
|            | Recitativo. Eustazio, Goffredo Signor, strano ardimento                    |
|            | 21. Aria. Goffredo (2 Vl, BC) Mio cor, che mi sai dir?                     |
| Scena IV   | Recitativo. Almirena, Argante Armida dispietata!                           |
|            | 22. Aria. Almirena (Str, BC) Lascia ch’io pianga mia cruda sorte           |
| Scena V    | Recitativo. Argante Ah! sul bel labro Amore                                |
|            | 23. Aria. Argante (2 Vl, BC) Basta che sol tu chieda                       |
| Scena VI   | Recitativo. Armida, Rinaldo Cingetemi d’alloro                             |
|            | 24. Duetto. Armida, Rinaldo (2 Ob, 2 Vl, BC) Fermati!/No, crudel!          |
| Scena VII  | Recitativo. Armida, Rinaldo Crudel, tu ch’involasti                        |
|            | 25. Aria. Rinaldo (Ob, 2 Vl, BC) Abbruggio, avvampo e fremo                |
| Scena VIII | 26. Recitativo accompagnato. Armida Dunque i lacci d’un volto              |
|            | 27. Aria. Armida (2 Ob, Fg, Str, Vc, BC) Ah! Crudel, il pianto mio         |
| Scena IX   | Recitativo. Armida Riprendiam d’Almirena                                   |
| Scena X    | Recitativo. Argante, Armida Adorata Almirena                               |
|            | 28. Aria. Armida (2 Ob, Str, Cemb obl, BC) Vo’ far guerra, e vincer voglio |

#### Dritter Akt
| Scena I    | Recitativo. Eustazio, Goffredo Quivi par che rubelle                                      |
| Scena II   | Recitativo. Mago, Goffredo, Eustazio La causa che vi spinge                               |
|            | 29. Sinfonia. (2 Ob, Str, BC)                                                             |
|            | Recitativo. Goffredo, Eustazio, Mago Qui vomita cocito                                    |
|            | 30. Aria. Mago (Str, BC) Andate, o forti, fra stragie morti                               |
| Scena III  | Recitativo. Armida, Almirena, Rinaldo Mori svenata! Oh Numi!                              |
| Scena IV   | Recitativo. Armida, Goffredo, Rinaldo, Eustazio, Almirena Nella guardata soglia           |
|            | 31. Aria. Rinaldo (2 Ob, Str, BC) È un incendio fra due venti                             |
| Scena V    | Recitativo. Argante Chiuso fra quelle mura                                                |
| Scena VI   | Recitativo. Armida, Argante Per fomentar lo sdegno                                        |
|            | 32. Marcia. (2 Ob, Str, BC)                                                               |
|            | Recitativo. Argante, Armida In quel bosco di strali                                       |
|            | 33. Duetto. Armida, Argante (2 Ob, Fg, Str, BC) Al trionfo del nostro furore              |
| Scena VII  | Recitativo. Goffredo, Almirena, Rinaldo Di quei strani accidenti                          |
|            | 34. Aria. Almirena (Ob, 2 Vl, BC) Bel piacere è godere fidor amor!                        |
| Scena VIII | Recitativo. Eustazio, Goffredo, Rinaldo, Almirena Signor, l'hoste nemica                  |
|            | 35. Aria. Eustazio (2 Vl, BC) Di Sion nell’alta sede                                      |
| Scena IX   | 36. Marcia. (4 Trp, Pk, 2 Ob, Str, BC)                                                    |
|            | Recitativo. Rinaldo, Goffredo Se cio t’e in grado, o Prence                               |
|            | 37. Aria. Rinaldo (4 Trp, Pk, 2 Ob, Str, BC) Or la tromba in suon festante                |
| Scena X    | Recitativo. Argante Miei fidi, eccola un campo                                            |
| Scena XI   | Recitativo. Goffredo Magnanimi campioni, ecco l’ultimo giorno                             |
|            | 38. Battaglia. (4 Trp, Pk, 2 Ob, Str, BC)                                                 |
| Scena XII  | Recitativo. Rinaldo, Argante, Goffredo Goffredo, ecco il superbe                          |
| Scena XIII | Recitativo. Eustazio, Argante, Armida, Rinaldo, Almirena, Goffredo Ecco, German, la cruda |
|            | 39. Coro. (2 Ob, Str, BC) Vinto è sol della virtù degli affetti                           |

### 2. Fassung (1731)
Ouverture – Gigue. (2 Ob, Str, BC)

#### Erster Akt
| Scena I    | Recitativo. Goffredo Delle nostre fatiche                                                   |
|            | 1. Aria. Goffredo (2 Ob, 2 Vl, BC) Sovra balze scoscesi pungenti                            |
|            | Recitativo. Rinaldo, Goffredo, Almirena Signor, già dal tuo senno                           |
|            | 2. Aria. Almirena (Ob, 2 Vl, BC) Quel cor che mi donasti                                    |
|            | Recitativo. Goffredo, Rinaldo Questi saggi consigli                                         |
|            | 3. Aria. Rinaldo (2 Vl, BC) Ogni indugio d’un amante è una pena                             |
| Scena II   | Recitativo. Araldo, Goffredo Signor, che delle stelle                                       |
| Scena III  | 4. Sinfonia. (Trp, 2 Ob, Str, BC)                                                           |
|            | Recitativo. Argante, Goffredo Goffredo, se t’arrise                                         |
|            | 5. Aria. Goffredo (Str, BC) D’instabile fortuna non sempre in tuo favore                    |
| Scena IV   | Recitativo. Argante Infra dubii di Marte                                                    |
| Scena V    | 6. Aria. Armida (Str, BC) Furie terribili! seguitate mi                                     |
|            | 7. Recitativo accompagnato. Argante, Armida (Str, BC) Come a tempo giungesti                |
|            | 8. Aria. Argante (BC) Sulla ruota di fortuna va girando la speranza                         |
|            | Recitativo. Armida Ma fia la gloria                                                         |
|            | 9. Aria. Armida (2 Ob, 2 Hr, Str, BC) Combatti da forte, che fermo il mio sen               |
| Scena VI   | 10. Aria. Almirena (3 BlFl, Str, BC) Augeletti, che cantata, zefiretti                      |
|            | Recitativo. Almirena, Rinaldo Adorato mio sposo                                             |
|            | 11. Duetto. Almirena, Rinaldo (2 Ob, 2 Vl, BC) Scherzano sul tuo volto le grazie vezzosette |
| Scena VII  | Recitativo. Armida, Almirena, Rinaldo Al valor del mio brando                               |
|            | 12. Sinfonia. (2 Ob, Str, BC)                                                               |
|            | 13. Aria. Rinaldo (Str, BC) Cara sposa, amante cara, dove sei?                              |
| Scena VIII | Recitativo. Goffredo, Rinaldo Ch’insolito stupore                                           |
|            | 14. Aria. Rinaldo (BC) Cor ingrato, ti rammembri                                            |
|            | Recitativo. Goffredo, Rinaldo Un mio giusto dolor                                           |
|            | 15. Aria. Rinaldo (Vl solo, Fg solo, 2 Ob, Str, BC) Venti, turbini, prestate                |

#### Zweiter Akt
| Scena I    | 16. Aria. Goffredo (2 Ob, 2 Vl, BC) Siam prossimi al porto                |
| Scena II   | Recitativo. Rinaldo, Goffredo A quel sasso bramato                        |
| Scena III  | Recitativo. Donna Per raccor d'Almirena                                   |
|            | 17. Aria. Sirene (Str, BC) Il vostro maggio de’ bei verdi anni            |
|            | Recitativo. Rinaldo, Goffredo Qual incognita forza                        |
|            | 18. Aria. Rinaldo (Str, BC) Il Tricerbero humiliato al mio brando renderò |
|            | Recitativo. Goffredo Numi! strano ardimento!                              |
|            | 19. Aria. Goffredo (Ob, 2 Vl, BC) Mio cor, che mi sai dir?                |
| Scena IV   | Recitativo. Almirena, Argante Armida dispietata!                          |
|            | 20. Aria. Almirena (Str, BC) Lascia ch’io pianga mia cruda sorte          |
| Scena V    | Recitativo. Argante T’arresta, oh Dio!                                    |
|            | 21. Aria. Argante (Str, BC) Per salvarti, idolo mio                       |
| Scena VI   | Recitativo. Armida, Rinaldo Cingetemi d’alloro                            |
|            | 22. Duetto. Armida, Rinaldo (2 Vl, BC) Fermati!/No, crudel!               |
| Scena VII  | Recitativo. Voce, Rinaldo Ah! Rinaldo crudel                              |
|            | 23. Aria. Rinaldo (Str, BC) Abbruggio, avvampo e fremo                    |
| Scena VIII | 24. Recitativo accompagnato. Armida Dunque i lacci d’un volto             |
| Scena IX   | Recitativo. Argante, Armida Sembianze idolatrate                          |
|            | 25. Aria. Argante (2 Vl, BC) Arma lo sguardo d’un dolce dardo!            |
|            | 26. Aria. Almirena (Ob, Fg, Str, Vc, BC) Ah! Crudel, il pianto mio        |
| Scena X    | Recitativo. Argante Rasserana i bei lumi, idolo mio                       |
| Scena XI   | Recitativo. Almirena Si lusinghi d’Argante l’amor tanto importuno         |
|            | 27. Aria. Almirena (2 Vl, BC) Parolette, vezzi e sguardi                  |

#### Dritter Akt
| Scena I    | 28. Sinfonia. (2 Ob, Str, BC)                                                    |
|            | Recitativo. Goffredo Quivi par che rubelle                                       |
| Scena II   | Recitativo. Mago, Goffredo La causa che vi spinge                                |
|            | 29. Sinfonia. (2 Ob, Str, BC)                                                    |
|            | Recitativo. Goffredo, Mago Qui vomita cocito                                     |
|            | 30. Aria. Mago (Str, BC) Andate, o forti, fra stragie morti                      |
| Scena III  | Recitativo. Armida, Argante A fronte d’un sleal anco mi trovo?                   |
|            | 31b. Aria. Argante (2 Vl, BC) Di Sion nell’alta sede                             |
| Scena IV   | Recitativo. Armida, Almirena, Rinaldo Mori svenata! Oh Numi!                     |
| Scena V    | Recitativo. Armida, Goffredo, Rinaldo, Almirena Nella guardata soglia            |
|            | 32. Aria. Rinaldo (2 Ob, Str, BC) È un incendio fra due venti                    |
| Scena VI   | Recitativo. Goffredo, Almirena Fremo nel mio furor contro l’inferno              |
|            | 33. Duetto. Almirena, Goffredo (2 Ob, Fg, Str, BC) Al trionfo del nostro furore  |
| Scena VII  | 34. Recitativo accompagnato. Rinaldo (Str, BC) Orrori menzogneri, a voi ne vengo |
|            | Recitativo. Rinaldo A voi de’miei trofei                                         |
|            | 35. Aria. Rinaldo (2 Vl, BC) Vedrò più liete e belle o vago mio tesor            |
| Scena VIII | Recitativo. Argante, Armida Ciel crudele! empia sorte!                           |
|            | 36. Aria. Armida (Str, BC) Fatto è Giove un Dio d’inferno                        |
| Scena IX   | 37. Sinfonia. (Trp, 2 Ob, Str, BC)                                               |
|            | Recitativo. Goffredo, Almirena, Rinaldo Compagni gloriosi                        |
|            | 38. Aria. Almirena (2 Ob, Str, BC) Sì, caro, caro, sì                            |
|            | Recitativo. Goffredo Chi vuol giunger di gloria a bei diletti                    |
|            | 39. Coro. (2 Ob, Str, BC) Vinto è sol della virtù degli affetti                  |

## Orchester
1711: Flagoeletto, zwei Blockflöten, zwei Oboen, Fagott, vier Trompeten, Pauken, Streicher, Basso continuo (Violoncello, Laute, Cembalo).
1731: Flagoeletto, zwei Blockflöten, zwei Oboen, Fagott, zwei Hörner, Trompete, Streicher, Basso continuo (Violoncello, Laute, Cembalo).

## Diskografie (Auswahl)
- CBS 79308/Sony 34592 (1977): Paul Esswood (Goffredo), Ileana Cotrubaș (Almirena), Carolyn Watkinson (Rinaldo), Charles Brett (Eustazio), Ulrik Cold (Argante), Jeanette Scovotti (Armida)
 La Grande Écurie et la Chambre du Roy; Dir. Jean-Claude Malgoire (171 min)
- Decca 467087-2 (1999): Bernarda Fink (Goffredo), Cecilia Bartoli (Almirena), David Daniels (Rinaldo), Daniel Taylor (Eustazio), Gerald Finley (Argante), Ľuba Orgonášová (Armida)
 Academy of Ancient Music; Dir. Christopher Hogwood (172 min)
- Arthaus Musik 100388 (DVD) (2000): David Walker (Goffredo), Deborah York (Almirena), David Daniels (Rinaldo), Axel Köhler (Eustazio), Egils Silins (Argante), Noëmi Nadelmann (Armida)
 Bayerisches Staatsorchester München; Dir. Harry Bicket (159 min)
- Harmonia Mundi HMC 901796.98 (2002): Lawrence Zazzo (Goffredo), Miah Persson (Almirena), Vivica Genaux (Rinaldo), Christophe Dumaux (Eustazio), James Rutherford (Argante), Inga Kalna (Armida)
 Freiburger Barockorchester; Dir. René Jacobs (192 min)
- Opus Arte 1081 D (2012): Varduhi Abrahamyan (Goffredo), Anett Fritsch (Almirena), Sonia Prina (Rinaldo), Tim Mead (Eustazio), Luca Pisaroni (Argante), Brenda Rae (Armida)
 Orchestra of the Age of Enlightenment; Dir. Ottavio Dantone (DVD 190 min)
- Arthaus Musik 102207 (DVD und 2 CDs) (2015): Yosemeh Adjei (Goffredo), Marie Friederike Schöder (Almirena), Antonio Giovannini (Rinaldo), Owen Willetts (Eustazio), Florian Götz (Argante), Gesche Geier (Armida)
 Lautten Compagney Berlin; Dir. Wolfgang Katschner; Marionettentheater Compagnia Marionettistica Carlo Colla & Figli Mailand (137 min)
- Glossa GCD 924802 (2025, Rinaldo HWV 7b, Fassung 1731): Marco Angioloni (Goffredo), Roberta Mameli (Almirena), Filippo Mineccia (Rinaldo), Logan Lopez Gonzalez (Argante), Vivica Genaux (Armida), Francesca Martini (Sirena/Donna), Michele Mignoni (L'Araldo/Mago Cristiano)
 Il Groviglio; Dir. Marco Angioloni (aufgenommen 2023); (157 min)